# Monolistra (Microlistra) calopyge
Monolistra (Microlistra) calopyge is een pissebed uit de familie Sphaeromatidae. De wetenschappelijke naam van de soort is voor het eerst geldig gepubliceerd in 1982 door Sket.